# Саббат, Анна
Анна Саббат (до замужества — Шулик) (пол. Anna Sabbat; 5 февраля 1924, Гродно, Польская Республика — 28 апреля 2015, Лондон, Великобритания) — польская активистка, общественно-политический деятель. Супруга Казимежа Саббата, политического и государственного деятеля, премьер-министра правительства Польши в изгнании (1976—1986) и Президента Польши (в изгнании, с 1986 по 1989 год).

## Биография
Участница Второй мировой войны, во время немецкой оккупации действовала в Армии Крайовой под псевдонимом «Аниела». После окончания войны жила в эмиграции в Великобритании.
Вместе со своими сестрами активно участвовала в деятельности польской эмиграции.
4 июня 1949 года вышла замуж за Казимежа Саббата, в браке с которым у нее было четверо детей. Сопровождала мужа во время его зарубежных поездок.
Член Национального совета Республики Польши седьмого созыва (1983—1988 в Лондоне) и восьмого созыва (1989—1991).
За выдающийся вклад в дело независимости Польши, за активную общественную деятельность на благо польских эмигрантов в Великобритании, и поддержки скаутского движения и по случаю 90-летия Анны Саббат в 2014 году Президент Польши Бронислав Коморовский наградил её офицерским крестом Ордена Возрождения Польши.